# San Giorgio Maggiore al crepuscolo
San Giorgio Maggiore al crepuscolo (in francese Saint-Georges Majeur au crépuscule) è un dipinto a olio su tela di 65,2x92,4 cm. Venne dipinto nel 1908 ed è oggi conservato al National Museum of Wales di Cardiff.
Il quadro rappresenta l'isola di San Giorgio Maggiore di Venezia al crepuscolo.
L'opera è stata protagonista del film statunitense Gioco a due: l'opera venne esposta al Metropolitan Museum of Art di New York